# Ava Kolker
Ava Grace Kolker (* 5. Dezember 2006 in Los Angeles, Kalifornien) ist eine US-amerikanische Schauspielerin, Synchronsprecherin und Sängerin.

## Leben
Kolker wurde am 5. Dezember 2006 in Los Angeles geboren und wuchs größtenteils im US-Bundesstaat Florida auf. Sie ist marokkanischer, polnischer, ungarischer und russischer Abstammung. Sie hat drei Schwestern, von denen Lexy Kolker ebenfalls Schauspielerin ist. Sie debütierte 2011 in einer Episode der Fernsehserie American Horror Story als Schauspielerin und war im Folgejahr in der größeren Rolle der Marybeth Geitzen im Film Golden Winter – Wir suchen ein Zuhause zu sehen. 2013 übernahm sie eine kleinere Rolle in der Komödie Scary Movie 5 und war in der Rolle der Augie im Film Anklage: Mord – Im Namen der Wahrheit zu sehen.
2014 spielte sie in Miss Meadows – Rache ist süß die größere Rolle der Heather. Ab demselben Jahr bis einschließlich 2017 stellte sie in insgesamt 20 Episoden der Fernsehserie Das Leben und Riley die Rolle der Ava Morgenstern dar. 2018 mimte sie im Horrorfilm Insidious: The Last Key die Rolle der jungen Elise Rainier, deren erwachsenes Alter Ego von Lin Shaye gespielt wurde. Von 2019 bis 2021 stellte Kolker die Rolle der Olive Rozalski in der Fernsehserie Sydney to the Max dar. Während dieser Zeit veröffentlichte sie mehrere Lieder. 2022 hatte sie eine Episodenrolle in How I Met Your Father inne.

## Filmografie (Auswahl)

### Schauspiel
- 2011: American Horror Story (Fernsehserie, Episode 1x09)
- 2012: Golden Winter – Wir suchen ein Zuhause (Golden Winter)
- 2013: Scary Movie 5
- 2013: Anklage: Mord – Im Namen der Wahrheit (The Trials of Cate McCall)
- 2013: Dads (Fernsehserie, Episode 1x11)
- 2014: Sam & Cat (Fernsehserie, Episode 1x21)
- 2014: Miss Meadows – Rache ist süß (Miss Meadows)
- 2014: Lizard King (Kurzfilm)
- 2014: I Can See You (Kurzfilm)
- 2014–2017: Das Leben und Riley (Fernsehserie, 20 Episoden)
- 2015: Black-ish (Fernsehserie, Episode 2x01)
- 2016: Rachel Dratch’s Late Night Snack (Fernsehserie)
- 2016: The Axe Murders of Villisca
- 2016: Message from the King
- 2016: Sister Cities (Fernsehfilm)
- 2017: White Famous (Fernsehserie, Episode 1x05)
- 2018: Insidious: The Last Key
- 2018: Marvel’s Agents of S.H.I.E.L.D. (Fernsehserie, Episode 5x08)
- 2018: A Fairy’s Game
- 2019–2021: Sydney to the Max (Fernsehserie, 63 Episoden)
- 2022: Off the Grid – Wie weit würdest du gehen? (Manifest West)
- 2022: How I Met Your Father (Fernsehserie, Episode 1x07)
- 2022: The Zodiacs (Fernsehserie, 2 Episoden)
- 2023: Functioning (Kurzfilm)

### Synchronisationen
- 2019: Rotschühchen und die sieben Zwerge (Red Shoes and the Seven Dwarfs, Animationsfilm)

## Diskografie (Auswahl)
Singles
- 2019:	The Good Ones
- 2020: Eventually
- 2020: When Will It Be Tomorrow
- 2021: Seventeen
- 2021: Who Do You Think You Are
- 2022: Ahead of Me
- 2022: All To Myself